# Jatropha flavovirens
Jatropha flavovirens är en törelväxtart som beskrevs av Ferdinand Albin Pax och Käthe Hoffmann. Jatropha flavovirens ingår i släktet Jatropha och familjen törelväxter.
Artens utbredningsområde är Paraguay. Inga underarter finns listade i Catalogue of Life.